# Marie Mergey
Marie Mergey (ur. 28 lutego 1922 w Fayl-la-Forêt, zm. 8 kwietnia 2017 w Couilly-Pont-aux-Dames) – francuska aktorka filmowa, telewizyjna i teatralna.

## Wybrana filmografia
- 1954: Mężczyźni myślą tylko o tym (Les hommes ne pensent qu'à ça), reż. Yves Robert – jako kobieta, która jest poświęcona
- 1959: Zielona kobyła (La Jument verte), reż. Claude Autant-Lara – jako Adelaïde Haudouin
- 1961: Hrabia Monte Christo (Le Comte de Monte-Cristo), reż. Claude Autant-Lara – jako pani Caderousse
- 1978: Jan Krzysztof (Jean-Christophe), serial TV, reż. François Villiers – jako Louisa
- 1989: Rusałka (La Vouivre), reż. Georges Wilson – jako matka Mindeura
- 1991: Pani Bovary (Madame Bovary), reż. Claude Chabrol – jako matka Charlesa Bovary
- 1994: Śmiertelne zmęczenie (Grosse Fatigue), reż. Michel Blanc – jako matka Michela Blanc
- 2006: Mój najlepszy przyjaciel (Mon meilleur ami), reż. Patrice Leconte – jako wdowa